# Hear Me Now (песня)
«Hear Me Now» (приблизительный перевод с англ. — «услышь меня») — песня рэп-рок-группы Hollywood Undead, первый сингл и шестой трек с их второго студийного альбома American Tragedy. Также это первая песня группы, записанная без Deuce, его место занял бывший солист Lorene Drive, Daniel Murillo. Песня появилась на радио 13 декабря 2010 года, уже через неделю, 21 декабря, она стала доступна для скачивания в интернете. Музыкальное видео «Hear Me Now» вышло в показ 25 февраля 2011 года.

## Создание
Создание второго альбома Hollywood Undead, American Tragedy, длилось с начала 2010 года. 8 декабря того же года группа анонсировала новый сингл, предоставив публике название, обложку сингла и точную дату релиза. На обложке изображена новая маска Da Kurlzz изнутри. Несмотря на то что выход состоялся 21 декабря, на радио песня попала несколькими днями ранее, 13 декабря. 22 марта 2011 года группа выступила с песней на музыкальном канале Lopez Tonight в поддержку альбома.

## Музыкальное видео
25 февраля 2011 года группа представила музыкальное видео на песню с участием Энди Милонакиса (англ. Andy Milonakis). Видео было размещено на странице Hollywood Undead в социальной сети MySpace. На видео группа поёт песню на прицепе грузовика. Первый куплет исполняет J-Dog, второй куплет — Johnny 3 Tears, припев и бридж — Danny.

## Список композиций
| №  | Название                                | Автор(ы)                     | Продюсеры                | Длительность |
| -- | --------------------------------------- | ---------------------------- | ------------------------ | ------------ |
| 1. | «Hear Me Now (альбомная версия)»        | Danny, J-Dog, Johnny 3 Tears | Sam Hollander, Dave Katz | 3:33         |
| 2. | «Hear Me Now (Инструментальная версия)» | Danny, J-Dog, Johnny 3 Tears | Sam Hollander, Dave Katz | 3:33         |

## Позиции в чартах
| Чарт (2010—2011)                 | Наивысшая позиция |
| -------------------------------- | ----------------- |
| US Alternative Songs (Billboard) | 12                |
| US Rock Songs (Billboard)        | 23                |
| US Heatseeker Songs (Billboard)  | 9                 |

## Участники
Hollywood Undead
- Charlie Scene — бэк-вокал, соло-гитара
- Da Kurlzz — ударные, перкуссия
- Danny — вокал
- Funny Man
- J-Dog — клавишные, синтезатор, ритм-гитара, бас-гитара, вокал
- Johnny 3 Tears — вокал

Продюсеры
- Don Gilmore
- Dave Katz
- Sam Hollander